# حمیرا برزگر
حمیرا برزگر (زاده ۱۱ اردیبهشت ۱۳۷۰ - انزلی) قایقران روئینگ زن اهل ایران است.

## حضور در بازی‌های آسیایی
وی توانست در بازی‌های آسیایی ۲۰۱۴ به میزبانی کره جنوبی، اینچئون به همراه سولماز عباسی، نازنین ملائی و مهسا جاور در ماده چهار نفره جفت پاروی سبک‌وزن بانوان، به جایگاه سوم و نشان برنز بازی‌ها دست یابد.